# Jinan Olympic Sports Center Stadium
Das Jinan Olympic Sports Center Stadium (Vereinfachtes Chinesisch: 济南 奥林匹克 体育 中心), auch umgangssprachlich Xiliu (西柳) ist ein Mehrzweckstadion und Teil des Jinan Olympic Sports Center in Jinan, Volksrepublik China. Im Oktober 2009 fanden hier die National Games of China 2009 statt. Das Stadion wird für Fußballspiele und Leichtathletikveranstaltungen genutzt. Das Stadion bietet Platz für 56.808 Zuschauer auf einer Baufläche von 131.000 Quadratmetern und wurde im April 2009 eröffnet.
Der Verein Shandong Luneng Taishan trägt hier seine Heimspiele aus.